# المسجد والمئذنة سين
المسجد والمئذنة سين (بالفارسية: مسجد و مناره سین) هو مسجد تاريخي يعود إلى عصر القرن السادس الهجري، ويقع في مقاطعة أصفهان.